# Melaloncha forficata
Melaloncha forficata är en tvåvingeart som beskrevs av Brown 2006. Melaloncha forficata ingår i släktet Melaloncha och familjen puckelflugor. Inga underarter finns listade i Catalogue of Life.